# أنطون شيندلر
أنطون شيندلر (بالألمانية: Anton Schindler) هو مؤرخ موسيقى ‏ وملحن وكاتب ألماني، ولد في 13 يونيو 1795 في Medlov (Olomouc District) ‏ في التشيك، وتوفي في 16 يناير 1864 في Bockenheim (Frankfurt am Main) ‏ في ألمانيا.